# Méliades
Dans la mythologie grecque, les Méliades, Mélies ou encore nymphes méliennes (en grec ancien Μελίαι / Melíai ou Μελιάδες / Meliádes, de μελία / melía, « frêne ») sont les nymphes des frênes. 
Selon Édouard Brasey cependant, les Mélies sont les nymphes des prés.

## Famille
Selon Hésiode, les Méliades furent  engendrées par Gaïa (la Terre), fécondée par les gouttes de sang des organes génitaux tranchés d’Ouranos (le Ciel). Elles ont donc la même origine que les Érinyes et les Curètes. Les Méliades étaient les épouses des hommes de l'âge d'argent et enfantèrent une race d'hommes appartenant à l'Âge de Bronze de Hésiode.
Selon Apollodore, la nymphe du nom de Mélia qui fut la mère de Pholos par Silène est une Méliade, une nymphe des frênes.

## Nom et fonctions
Les Méliades sont d'abord considérées comme les nymphes des frênes car le même mot grec qui indique le frêne est Μελίαι. Les deux nourrices Ida et Adrastée (qui donnaient à manger à Zeus) étaient également considérées comme Méliades, le mot Μελί désignant à la fois la manne du frêne et le miel des abeilles qui font partie des aliments qui composent la nourriture divine qu'est l'ambroisie. 
Elles sont les protectrices des enfants et des troupeaux qui s’abritent sous leurs arbres.
Callimaque dans certains de ces textes ainsi que Nonnos de Panopolis et Hésiode parlent des Méliades simplement comme des nymphes des arbres, sans préciser la plante dont elles descendent. 
Μελία (Melia) peut désigner une méliade au singulier et Μελίαι (Meliai) au pluriel. Cependant, certains mythographes ont aussi utilisé Mélia comme nom pour écrire des mythes ou des légendes entourant une nymphe particulière qui peut alors ne pas appartenir au groupe des méliades proprement dit, c'est ainsi le cas par exemple de l'océanide Mélia.

## Mythes
Protectrices des enfants, les Méliades auraient ainsi élevé Zeus sur le mont Ida (avec les Curètes) après que sa mère, Rhéa, sur les conseils de Gaïa, l'eut placé en Crète pour le cacher de son père, Cronos. Les noms de ces méliades varient selon les auteurs. Elles auraient soigné et nourri le nourrisson avec du miel et du lait de la chèvre Amalthée, jusqu'à ce qu'il soit assez fort pour détrôner Cronos.
Les Méliades étaient les épouses des hommes de l'âge d'argent et les mères de ceux de l'âge du bronze (qui était la troisième génération de l'humanité). Elles allaitaient leurs enfants avec du miel et de la sève des frênes et les armaient de lances fabriquées avec le bois de leurs arbres (les frênes). Mais les hommes de l’âge du bronze étaient une race trop guerrière et Zeus la détruisit donc dans les flots du Grand Déluge.

## Sources
- Apollonios de Rhodes, Argonautiques [détail des éditions] [lire en ligne] (IV, 1642).
- Callimaque, Hymnes [détail des éditions] (lire en ligne) (I à Zeus v. 42 ; IV à Délos v. 75).
- Hésiode, Théogonie [détail des éditions] [lire en ligne] (v. 176, 178, 564), Les Travaux et les Jours [détail des éditions] [lire en ligne] (v. 106, 150).
- Nonnos de Panopolis, Dionysiaques [détail des éditions] [lire en ligne] (XIV, 203, XVI, 228).
- Stace, Thébaïde [détail des éditions] [lire en ligne] (IV, 275).
- Édouard Brasey, La Petite Encyclopédie du merveilleux, Paris, Éditions Le Pré aux clercs, 2007 (ISBN 978-2-84228-321-6)